# Trichoglossus ornatus
Il lorichetto ornato (Trichoglossus ornatus (Linnaeus, 1758)) è un uccello della famiglia Psittaculidae, endemico dell'Indonesia.
I suoi habitat naturali sono le foreste umide di pianura subtropicali o tropicali e le foreste di mangrovie subtropicali o tropicali.